# Tenna (fiume)
Il Ténna  è un fiume a carattere torrentizio che scende dal versante orientale dei Monti Sibillini nell'Appennino Umbro-Marchigiano, e scorre interamente nell'area centromeridionale della regione Marche. Sfocia nel Mare Adriatico tra i comuni di Porto Sant'Elpidio e Fermo.

## Etimologia
Il nome latino del fiume era Tinna, probabilmente derivato da Tinia, il nome latino corrispondente alla divinità etrusca equivalente a Zeus per i greci e Giove per i romani.

## Percorso
Il Tenna nasce nel comune di Montefortino, in provincia di Fermo, e attraversa le Marche centromeridionali e più specificamente la Val Tenna, solcando per la gran parte del suo corso, la provincia di Fermo.
Da un punto di vista geopolitico è da rilevare che durante il suo corso, il fiume segna per un tratto il confine tra la provincia di Macerata e la provincia di Fermo.

### Sorgenti
Le sorgenti del fiume sono nel cuore dei Monti Sibillini, compresi nell'appennino umbro-marchigiano. Fra le pendici del Monte Bove Sud e quelle delle Porche di Vallinfante, nel comune di Castelsantangelo sul Nera, nascono i vari rami che confluiscono nella sorgente (detta anche Capotenna), posta fra il Monte Priora a nord e Monte Sibilla a sud e davanti a Cima Cannafusto a quota 1.178 m s.l.m., dando origine ad una corrente impetuosa che discende verso oriente. 
Presso le sorgenti il consorzio idrico Tennacola ha predisposto una captazione per l'acquedotto che rifornisce diversi comuni delle province di Macerata e Fermo.

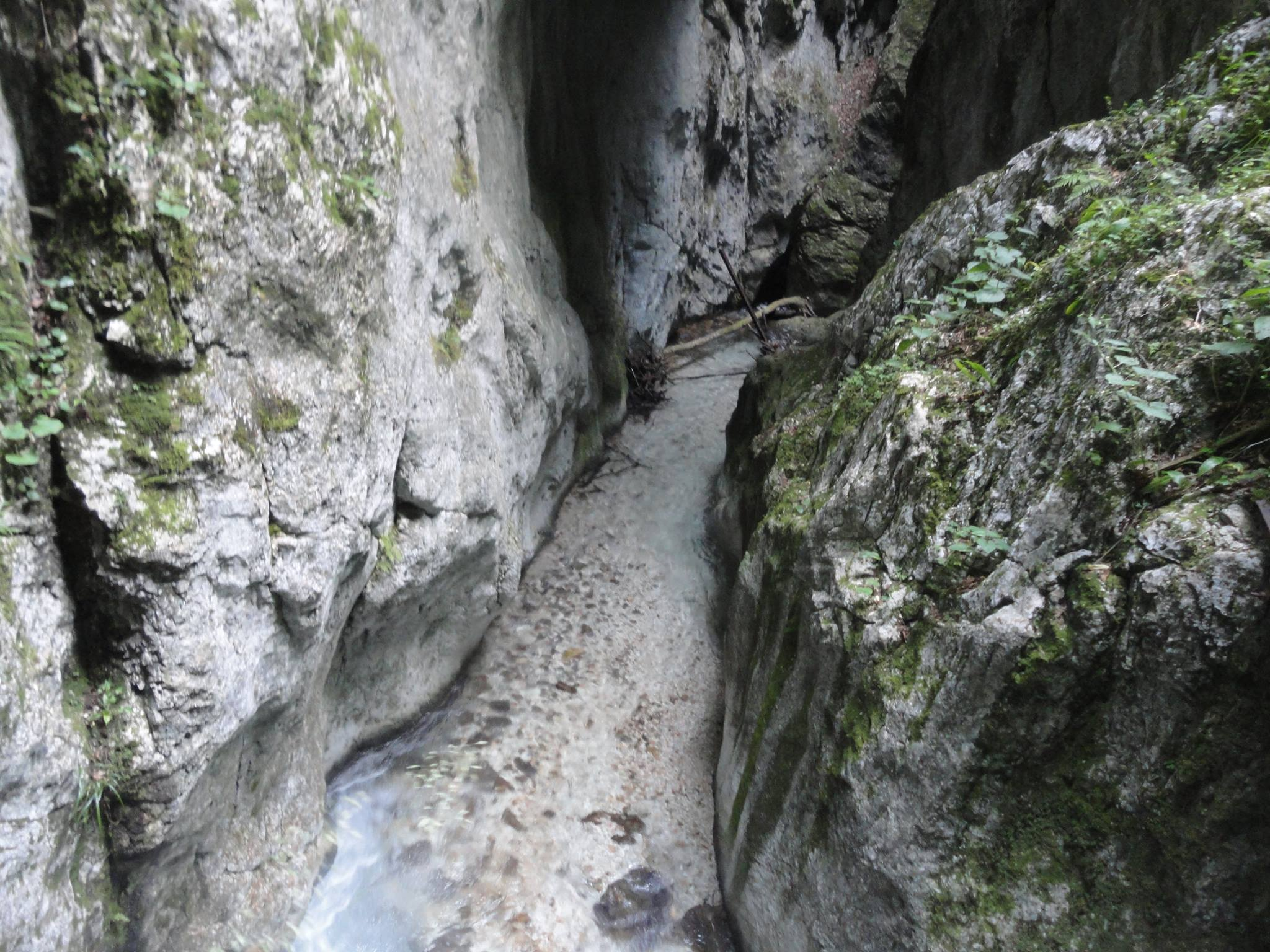
Letto del fiume Tenna tra gli scogli rocciosi dell'Infernaccio

### Gole dell'Infernaccio
Dopo pochi chilometri dalle sorgenti, il Tenna entra nella Gola dell'Infernaccio, una delle tante gole interessanti dal punto di vista geologico, che caratterizzano l'Appennino umbro-marchigiano. In questa zona sorge l'Eremo di San Leonardo al Volubrio, che attira ogni anno turisti e pellegrini da tutta Italia.

### Comuni bagnati
| Comune                     | Sponda   | Provincia |
| -------------------------- | -------- | --------- |
| Montefortino               | Destra   | Fermo     |
| Amandola                   | Sinistra | Fermo     |
| Smerillo                   | Destra   | Fermo     |
| Monte San Martino          | Sinistra | Macerata  |
| Santa Vittoria in Matenano | Destra   | Fermo     |
| Penna San Giovanni         | Sinistra | Macerata  |
| Servigliano                | Destra   | Fermo     |
| Falerone                   | Sinistra | Fermo     |
| Belmonte Piceno            | Destra   | Fermo     |
| Montegiorgio               | Sinistra | Fermo     |
| Grottazzolina              | Destra   | Fermo     |
| Magliano di Tenna          | Sinistra | Fermo     |
| Ponzano di Fermo           | Destra   | Fermo     |
| Rapagnano                  | Sinistra | Fermo     |
| Fermo                      | Destra   | Fermo     |
| Monte Urano                | Sinistra | Fermo     |
| Sant'Elpidio a Mare        | Sinistra | Fermo     |
| Porto Sant'Elpidio         | Sinistra | Fermo     |

### Foce
Il fiume sfocia nel Mare Adriatico, tra la frazione Marina Faleriense di Porto Sant'Elpidio e Lido San Tommaso di Fermo, dopo un percorso di 70 km. 

## Affluenti
I principali affluenti del Tenna sono, in ordine secondo il tragitto:
- il torrente Ambro ed il Cossudro, in località Tre Ponti, nel territorio di Montefortino
- il torrente Tennacola, nella zona della Parapina, tra i territori comunali di Monte San Martino, Penna San Giovanni e Servigliano
- il torrente Salino, dalle acque salate,[7] presso Servigliano, ma a cavallo anche dei territori comunali di Penna San Giovanni e Falerone

tutti provenienti dal lato sinistro del fiume.